# Jade Hassouné
Jade Hassouné (Libano, 18 febbraio 1991) è un attore e ballerino libanese naturalizzato canadese.
È particolarmente noto per il ruolo di Meliorn nella serie televisiva statunitense Shadowhunters e per quello di Prince Ahmed Al Saeed nella serie canadese Heartland.

## Biografia

### Primi anni
Jade Hassouné è nato in Libano ma è cresciuto in Svizzera, poi a Montreal, dove ha trascorso la maggior parte della sua vita. Ha studiato al John Abbott College dove si è diplomato nel programma di Teatro Professionale. È anche membro e residente del Canadian Film Center dal 2012.
È stato membro del gruppo di danza "Enigma Dance Productions" e insieme hanno partecipato allo show televisivo "Canada's Got Talent" dove arrivarono nei quarti di finale.

### Carriera
Jade Hassouné ottenne il suo primo ruolo nel film Laurentie nel 2011, così iniziò la sua carriera da attore.
A giugno 2015, fece un'audizione per il ruolo di Alec nella serie Shadowhunters trasmessa da Freeform e da Netflix al di fuori dagli Stati Uniti. Una settimana dopo, i direttori del casting lo richiamarono per un provino per il ruolo di Raphael, ma la settimana seguente venne nuovamente contattato per un provino per il ruolo di Meliorn. In seguito fu scelto per interpretare questo ruolo.
Nel 2016, appare nella stagione 2 della serie web That's my DJ su YouTube e interpreta il ruolo di Sam. La stagione 3 è incentrata sul suo personaggio Sam, che lo rende l'attore principale della serie . Ha anche partecipato alla produzione di questa stagione.
Jade Hassouné è molto interessato alla moda, alla musica e alla progettazione grafica (fumetto e grafica computerizzata). Recentemente ha collaborato con Ubisoft Toronto per sviluppare il videogioco Starlink: Battle For Atlas.

## Vita privata
Jade Hassouné parla correntemente il francese e l'inglese. Vive a Toronto, in Canada dal 2012. Fa parte della comunità LGBTQ e si identifica come queer.

## Filmografia

### Cinema
- Laurentie, regia di Mathieu Denis e Simon Lavoie (2011)
- Cyberbully, regia di Charles Binamé (2011)
- The Expatriate - In fuga dal nemico (The Expatriate), regia di Philipp Stölzl (2012)
- Brick Mansions, regia di Camille Delamarre (2014)
- Cenerentola in passerella, regia di Sean Garrity (2015)

#### Cortometraggi
- Her Night, regia di Jason de Vilhena (2011)
- Les Méduses - Inner Jellyfishes, regia di Marc-Antoine Lemire (2015)

### Televisione
- Heartland – serie TV (2013-2014)
- Orphan Black – serie TV, 1 episodio (2016)
- That's My DJ – web serie (2016-2017)
- Shadowhunters – serie TV, 17 episodi (2016-2019)
- Barbelle – serie TV (2017)

#### Produttore
- That's My DJ (2017)

### Doppiatore

#### Videogiochi
- Far Cry Primal  (2016)
- Starlink: Battle for Atlas (2018)
- Outriders (2021)

## Doppiatori italiani
Nelle versioni in italiano delle opere in cui ha recitato, Jade Hassouné è stato doppiato da:
- Edoardo Stoppacciaro in Shadowhunters

Da doppiatore è stato doppiato da:
- Maurizio Merluzzo in Starlink: Battle for Atlas
- Paolo De Santis in Outriders